# Marcella Liiv
Marcella Liiv (* 17. Juni 1998 in Tartu) ist eine estnische Leichtathletin, die sich auf den Speerwurf spezialisiert hat. 

## Sportliche Laufbahn
Erste internationale Erfahrungen sammelte Marcella Liiv bei den U18-Weltmeisterschaften 2015 in Cali, bei denen sie mit 43,48 m in der Qualifikation ausschied. 2016 qualifizierte sie sich für die U20-Weltmeisterschaften in Bydgoszcz, konnte sich aber auch dort nicht für das Finale qualifizieren. Ein Jahr später belegte sie bei den U20-Europameisterschaften in Grosseto mit 50,33 m den sechsten Platz.
2016 wurde Liiv estnische Meisterin im Speerwurf.